# Natriumbromid
Natriumbromid er en uorganisk forbindelse med den kemiske formel NaBr. Det er et hvidt krystallinsk stof, der minder om natriumchlorid. Det er en vidt udbredt kilde til brom-ioner og har mange anvendelser.